# 30 agosto
Il 30 agosto è il 242º giorno del calendario gregoriano (il 243º negli anni bisestili). Mancano 123 giorni alla fine dell'anno.
Negli anni precedenti quelli bisestili giuliani è l'inizio dell'anno secondo il calendario copto e calendario etiopico.

## Eventi
- 711 – K'inich K'an Joy Chitam, re della città maya di Palenque, scompare: probabilmente è prigioniero di una città-stato rivale
- 1282 – Sbarco di Pietro III d'Aragona a Trapani nell'ambito dei Vespri siciliani
- 1464 – Papa Paolo II ascende al soglio pontificio
- 1574 – Guru Ram Das diventa il quarto Guru sikh
- 1672 – Guerra d'Olanda: l'imperatore del Sacro Romano Impero Leopoldo I d'Asburgo firma un trattato di alleanza con le Province Unite, con la Spagna di Carlo II d'Asburgo, e con il duca di Lorena Carlo IV
- 1706 – Pietro Micca si sacrifica per liberare Torino dall'assedio dei francesi
- 1784 – La Repubblica di Venezia bombarda le coste della Tunisia appartenenti al Beycato di Tunisi
- 1813 – Battaglia di Kulm: le forze francesi sono sconfitte dall'alleanza austro-russo-prussiana
- 1850 – Honolulu diventa una città
- 1860 – Resa dell'esercito borbonico, comandato dal generale Giuseppe Ghio, alle truppe garibaldine a Soveria Mannelli
- 1862
  - Le truppe dell'Unione sono sconfitte nella seconda battaglia di Bull Run
  - Battaglia di Richmond – I confederati guidati da Edmund Kirby Smith mettono in rotta le truppe dell'Unione del generale Horatio Wright
- 1873 – Gli esploratori austriaci Julius von Payer e Carl Weyprecht scoprono la Terra di Francesco Giuseppe nel Mar Artico
- 1914 – Battaglia di Tannenberg
- 1918 – Degli assassini feriscono gravemente il leader bolscevico Vladimir Lenin e uccidono Moisej Solomonovič Urickij, dando la spinta al decreto che istituirà il Terrore rosso
- 1922 – Battaglia di Dumlupınar, scontro finale della guerra greco-turca (1919-1922) (guerra d'indipendenza turca)
- 1939 – Mobilitazione generale in Polonia: vengono richiamate alle armi 23 classi
- 1941 – Inizio effettivo dell'Assedio di Leningrado (l'inizio ufficiale è considerato l'8 settembre)
- 1961 – La Ranger 1 rientra nell'atmosfera terrestre
- 1963 – Guerra fredda: entra in funzione la Linea rossa fra i capi di Stati Uniti ed Unione Sovietica
- 1965
  - Bob Dylan pubblica Highway 61 Revisited
  - I Beatles tengono un concerto all'Hollywood Bowl di Los Angeles
- 1967 – Thurgood Marshall viene confermato come primo giudice afroamericano della Corte suprema degli Stati Uniti
- 1990 – Il Tatarstan dichiara l'indipendenza dalla RSFSR
- 1991
  - L'Azerbaigian dichiara l'indipendenza dall'Unione Sovietica
  - L'atleta statunitense Mike Powell realizza il record del mondo di salto in lungo
- 1999 – In un referendum, Timor Est vota per l'indipendenza
- 2005 – L'uragano Katrina devasta New Orleans per poi dissiparsi
- 2023 - Gabon: il golpe militare destituisce il dittatore Ali Bongo Ondimba e pone fine alla dinastia politica dei Bongo durata oltre 50 anni.

## Nati
Ci sono circa 1 040 voci su persone nate il 30 agosto; vedi la pagina Nati il 30 agosto per un elenco descrittivo o la categoria Nati il 30 agosto per un indice alfabetico.

## Morti
Ci sono circa 470 voci su persone morte il 30 agosto; vedi la pagina Morti il 30 agosto per un elenco descrittivo o la categoria Morti il 30 agosto per un indice alfabetico.

## Feste e ricorrenze

### Civili
Internazionali:
- Giornata internazionale delle vittime delle sparizioni forzate

Nazionali:
- Turchia – Festa della vittoria

### Religiose
Cristianesimo:
- Sant'Agilo abate
- San Bononio di Lucedio, abate
- San Fantino il Giovane, monaco
- Santi Felice e Adautto, martiri
- San Fiacrio, eremita
- Santi Fortunato, Gaio ed Ante, martiri salernitani
- Santa Gaudenzia, vergine e martire
- Santa Margherita Ward, martire
- Santi Martiri della Colonia Suffetana
- San Pammachio, senatore romano
- San Pietro l'eremita (o di Trevi)
- San Teodosio di Oria, vescovo
- Beato Alfredo Ildefonso Schuster, vescovo
- Beati Diego Ventaja Milán ed Emanuele Medina Olmos, vescovi e martiri
- Beato Dionisio Ullivarri Barajuan, coadiutore salesiano, martire
- Beato Ero di Armenteira, abate
- Beato Eustáquio van Lieshout, sacerdote
- Beato Gioacchino da Albocacer (José Ferrer Adell), sacerdote e martire
- Beato Giovanni Giovenale Ancina, vescovo
- Beata María Rafols Bruna, cofondatrice delle Suore della carità di Sant'Anna
- Beato Raimondo di Santa Grazia, mercedario
- Beato Riccardo premostratense
- Beati Riccardo Leigh, Edoardo Shelley, Riccardo Martin e Giovanni Roche, martiri
- Beato Riccardo Lloyd, laico, martire
- Beato Stefano Nehmé, monaco maronita
- Beato Vincenzo Mattia Cabanes Badenas, sacerdote e martire